# Franz Carl Egloff (Ratsherr)
Franz Carl Egloff (* 8. Februar 1645 in Baden AG; † 28. Februar 1725 ebenda) war ein Schweizer Ratsherr, Stadthauptmann und Untervogt.

## Leben
Franz Carl Egloff (von Statthof) war ein Sohn des Hans Ludwig Egloff (von Statthof; Stiftsprocurator und Schulherr; 1604–1671) und der Margarita Brunner (1615–1685). 1669 heiratete er Anna Katharina Schnorff (geb. 1652), die bei der Geburt ihres 13. Kindes (Anna Katharina Theresia, die später Klosterfrau in Hermetschwil wurde) im Jahr 1688 verstarb. Einer ihrer Söhne war Franz Carl Anton Egloff, der an der Universität Innsbruck Arzt und Professor wurde; ein weiterer Sohn (Johann Ludwig; 1672–1756) wurde Schultheiss.

## Leistungen
Egloff war Ratsherr, Stadthauptmann und Untervogt. Weiters war er Besitzer und Wirt des international bekannten Bade- und Kurgasthofes Zum Stadthof (alte Schreibweise Staadhof) in Baden (worauf sich der Namenszusatz von Statthof bezieht), den sein Vater im Jahr 1640 erwarb und der viele Generationen, bis zum Weiterverkauf im Jahr 1872, im Familienbesitz blieb.